# Victor Van de Putte
Pour l’article homonyme, voir Vandeputte.
Ne doit pas être confondu avec Niels Vandeputte.
 (janvier 2025).
Victor van de Putte, né le 20 mai 2002 en Belgique est un coureur cycliste belge pratiquant le cyclisme sur route et le cyclo-cross dans l’équipe Deschacht-Hens-FSP (nl).

## Biographie
Van de Putte est né le 20 mai 2002 en Belgique et pratique le cyclo-cross et le cyclisme sur route à un niveau professionnel. Le Belge débute à haut niveau lors de la saison 2018-2019 et participe à des courses espoirs. Cette saison, il se classe 7e du Jaarmarktcross Niel à seulement 17 ans. L’année suivante, il termine 2e de cette même compétition et remporte le Flandriencross U20. Le jeune Belge passe à une autre dimension en 2023 lorsqu’il remporte la 2e étape du Triptyque ardennais sur un sprint massif ainsi que plusieurs manches de la Coupe du monde de cyclo-cross Junior. En 2024, il remporte sa première manche élite en cyclo-cross, celle d’Ostrava lors du HSF System Cup où il mène le classement général durant une journée. Il gagne également la 1re étape du Tour de Bohème du Sud ainsi que le classement par points, puis, à domicile, une étape du Tour de Liège. Ces performances lui permettent d’être sélectionné par son équipe nationale en décembre 2024, au côté de Toon Aerts notamment.

## Palmarès et classements mondiaux

### Palmarès sur route

#### Par année
- 2023
  - 2e étape du Triptyque ardennais
- 2024
  - 1re étape du Tour de Bohème du Sud
  - 4e étape du Province Cycling Tour
- 2025
  - Tour de la province de Namur : 
    - Classement général
    - 2e étape

#### Classements mondiaux
| Année                                 | 2024  |
| ------------------------------------- | ----- |
| Classement mondial                    | 2143e |
|                                       |       |
| Légende : nc = non classéSource : UCI |       |

### Palmarès en cyclo-cross

#### Par saison
- 2021-2022
  - Coupe de Slovaquie #4, Grand Prix Topoľčianky 2, Topoľčianky
- 2022-2023
  - Grand Prix X-Bionic Samorin 2, Šamorín
  - Grand Prix Trnava, Trnava
  - Grand Prix Topoľčianky 1, Topoľčianky
  - 2e du X²O Badkamers Trofee espoirs
  - 3e du championnat de Belgique de cyclo-cross espoirs
  - 8e du championnat du monde de cyclo-cross espoirs
- 2023-2024
  - Grand Prix Ostrava, Ostrava
  - 2e du X²O Badkamers Trofee espoirs
- 2024-2025
  - HSF System Cup #1, Ostrava
  - Grand Prix Ostrava, Ostrava